# 白石朗
白石 朗（しらいし ろう、1959年7月10日 - ）は、日本の翻訳家。日本推理作家協会会員。

## 来歴
東京都出身。早稲田大学第一文学部文芸専攻卒業。在学中はワセダミステリクラブに所属。
早川書房でSF担当の編集者として勤務しながら翻訳を行う。1993年からフリーに。スティーヴン・キング、ジョン・グリシャム、ネルソン・デミル、ジョー・ヒルなどを主として翻訳をしている。
浅倉久志が中心となって、翻訳家の交流会「エイト・ダイナーズ」が、小尾芙佐、深町眞理子、大村美根子、山田順子、佐藤高子、鎌田三平、白石朗というメンバーで行われていた。
ほかに2009年、田口俊樹・越前敏弥・小鷹信光・深町眞理子らと共に、翻訳ミステリー大賞を創設した。
2025年、スティーヴン・キング『ビリー・サマーズ』で第78回日本推理作家協会賞（翻訳部門）を受賞。

## 訳書
- 「ゲーミングマギ」全3冊　（デイヴィッド・ビショフ、社会思想社、現代教養文庫） 1988 - 1989
1)『運命のダイス』
2)『亡霊のゲームボード』
3)『ユニコーン作戦』
- 『恐怖の幻影』（ウィリアム・カッツ、扶桑社ミステリー）　1990
- 『いまを生きる』（N・H・クラインバウム、新潮文庫）　1990
- 『ラッド王国年代記 1　黄金のドラゴン』（ピアズ・アンソニイ、ロバート・マーグロフ、現代教養文庫） 1990
- 『ジョーンズの世界』（フィリップ・K・ディック、創元推理文庫）　1990
- 『ファイナル・オペレーション』（ジョン・R・マキシム、新潮文庫）　1991
- 『神の猟犬』（グローヴァー・ライト、東京創元社、創元ノヴェルズ）　1991
- 『刑事コロンボ <死の記念日>』（R・レビンソン、W・リンク、二見文庫）　1991
- 『スティンガー』上・下（ロバート・R・マキャモン、扶桑社ミステリー）　1991
- 『偽装の愛』（ウィリアム・カッツ、扶桑社ミステリー）　1991
- 『オーピントン家の宝石』（マリアン・バブソン、扶桑社ミステリー）　1991
- 『バックドラフト』（カーク・ミッチェル、扶桑社ミステリー）　1991
- 『フィッシャー・キング』（リアノー・フライシャー、扶桑社ミステリー）　1992
- 『罠』（エド・ゴーマン他編、大森望共訳、扶桑社ミステリー）　1992
- 『欲望の街』上・下（ピーター・ブローナー、扶桑社ミステリー）　1992
- 『情熱のエトランゼ』（ダニエル・スティール、新潮文庫）　1992
- 『スターライト』（スコット・イーリィ、福武書店） 1992
- 『最終弁論』上・下（ギャラティン・ウォーフィールド、扶桑社ミステリー）　1993
- 『アベル / ベイカー / チャーリー』上・下（ジョン・R・マキシム、東京創元社、創元ノヴェルズ）　1993
- 『奇妙な髪の少女』（デイヴィッド・フォスター・ウォーレス、白水社、ライターズX）　1994
- 『重要証人』上・下（スティーヴ・マルティニ、集英社文庫）　1994
- 『幽霊世界』（P・F・オルソン、D・B・シルヴァ編、ロバート・R・マキャモン他、共訳、新潮文庫）　1994
- 『運命のコンチェルト』（ダニエル・スティール、新潮文庫）　1994
- 『闇から生まれた女』上・下（F・ポール・ウィルスン、扶桑社ミステリー）　1994
- 『あなたならどうしますか?』（シャーロット・アームストロング、共訳、創元推理文庫）　1995
- 『ゴジロ 南太平洋の巨大トカゲと日本少年の愛と友情の物語』（マーク・ジェイコブスン、黒丸尚共訳、角川書店） 1995
- 『スターゲイト』（ディーン・デブリン、ローランド・エメリッヒ、二見文庫）　1995
- 『死体なき殺人』（M・エバハート、講談社文庫）　1995
- 『LAタイムズ』（スチュアート・ウッズ、文春文庫）　1995
- 『ぼくら路上で吠えるもの』（ジェス・モウリー、白水社） 1995
- 『裁かれる判事』上・下（スティーヴ・マルティニ、集英社文庫）　1996
- 『ゴーサム・カフェで昼食を - 22の異常な愛の物語』（マーティン・H・グリーンバーグ、ナンシー・A・コリンズ、エドワード・E・クレイマー編、中原尚哉、押田由起、小林理子、浜野アキオ、玉木亨、竹生淑子、井上梨花共訳、扶桑社ミステリー）　1996
- 『侵入者』（ピーター・ブローナー、扶桑社） 1997
- 『法に背いて』（M・エバハート、講談社文庫）　1997
- 『多重追走』（ウィリアム・バーンハート、講談社文庫）　1998
- 『サイコ ホラー・アンソロジー』（ロバート・ブロック編、スティーヴン・キング他、共訳、祥伝社文庫）　1998
- 『魔法の猫』（ジャック・ダン、ガードナー・ドゾワ編、深町眞理子他共訳、扶桑社ミステリー）　1998
- 『ダスト』（チャールズ・ペレグリーノ、ソニー・マガジンズ） 1998、のちヴィレッジブックス 2002
- 『ザ・リスト』上・下（スティーヴ・マルティニ、集英社文庫）　1998
- 『聖母の日』上・下（F・ポール・ウィルスン、扶桑社ミステリー）　1999
- 『時の扉をあけて』（ピート・ハウトマン、創元SF文庫）　2000
- 『賠償責任』（ボニー・マクドゥーガル、講談社文庫）　2000
- 『フリーダムランド』上・下（リチャード・プライス、文春文庫）　2000
- 『999 妖女たち』（アル・サラントニオ編、夏来健次、梶元靖子、渡辺庸子、金子浩、田中一江共訳、創元推理文庫）　2000
- 『デッドリミット』（ランキン・デイヴィス、文春文庫）　2001
- 『悪党どもの荒野』（ブライアン・ホッジ、扶桑社ミステリー） 2001
- 『殺意のクリスマス』（イブ・W・バーンハート、講談社文庫）　2002
- 『誘拐』（ジェームズ・グリッパンド、小学館） 2003
- 『汚れた遺産』（ジェームズ・グリッパンド、小学館文庫）　2003
- 『ブレイン・ストーム』上・下（リチャード・ドゥーリング、講談社文庫）　2003
- 『ユートピア』（リンカーン・チャイルド、文春文庫）　2003
- 『不思議のひと触れ』（シオドア・スタージョン、大森望編・共訳、河出書房新社、奇想コレクション） 2003　のち文庫
- 『弁護士は奇策で勝負する』（デイヴィッド・ローゼンフェルト、文春文庫）　2004
- 『悪徳警官はくたばらない』（デイヴィッド・ローゼンフェルト、文春文庫）　2005
- 『エイラ 地上の旅人』1 - 4（ジーン・M・アウル、ホーム社）
『エイラ マンモス・ハンター』5 - 7 2005
『エイラ 故郷の岩屋』11 - 13 2005
『エイラ 聖なる洞窟の地』14 - 16 2013
- 『プライベートファイル』（ジョエル・ゴールドマン、小学館文庫）　2006
- 『ハートシェイプト・ボックス』（ジョー・ヒル、小学館文庫）　2007
- 『聖者は口を閉ざす』（リチャード・プライス、文藝春秋） 2008
- 『20世紀の幽霊たち』（ジョー・ヒル、安野玲、玉木亨、大森望共訳、小学館文庫）　2008
- 『十の罪業 Black』（エド・マクベイン編、田口俊樹共訳、創元推理文庫）　2009
- 『ヒー・イズ・レジェンド』（クリストファー・コンロン編、ジョー・ヒル、スティーヴン・キング他、小学館文庫）　2010
- 『策謀の法廷』上・下（スティーヴ・マルティニ、扶桑社ミステリー）　2011
- 『ディミター』（ウィリアム・ピーター・ブラッティ、創元推理文庫）　2012
- 『ホーンズ 角』（ジョー・ヒル、小学館文庫）　2012
- 『NOS4A2(ノスフェラトゥ)』上・下（ジョー・ヒル、小学館文庫）　2014
- 『ロック&キー VOL.01』（ジョー・ヒル文、ガブリエル・ロドリゲス画、飛鳥新社） 2015
- 『チップス先生さようなら』（ジェイムズ・ヒルトン、新潮文庫） 2016
- 『YOU』（キャロライン・ケプネス、講談社文庫） 2016

### スティーヴン・キング作品
- 『ローズ・マダー』（新潮社） 1996、のち文庫
- 『図書館警察』（文芸春秋） 1996、のち文庫
- 『グリーン・マイル』全6冊（新潮文庫） 1997、のち小学館文庫
- 『骨の袋』（新潮社） 2000、のち文庫（上・下）
- 「ナイトメアズ & ドリームスケープス」（永井淳他共訳、文藝春秋） 2000
1『いかしたバンドのいる街で』
2『ヘッド・ダウン』
のち、上記2冊を3分割して『メイプル・ストリートの家』『ドランのキャデラック』『いかしたバンドのいる街で』として文庫化
- 『ライディング・ザ・ブレット』（アーティストハウス） 2000
- 『アトランティスのこころ』上・下 （新潮文庫） 2002
- 『ドリームキャッチャー』全4冊 （新潮文庫） 2003
- 『第四解剖室』（共訳、新潮文庫） 2004
- 『幸運の25セント硬貨』（浅倉久志他共訳、新潮文庫） 2004
- 『回想のビュイック8』上・下（新潮文庫） 2005
- 『セル』上・下（新潮文庫） 2007
- 『リーシーの物語』上・下（文藝春秋） 2008、のち文庫
- 『夕暮れをすぎて』（共訳、文春文庫） 2009
- 『悪霊の島』上・下（文藝春秋） 2009、のち文庫
- 『夜がはじまるとき』（共訳、文春文庫） 2010
- 『アンダー・ザ・ドーム』上・下（文藝春秋） 2011、のち文庫
- 『11/22/63』上・下（文藝春秋） 2013
- 『ドクター・スリープ』（文藝春秋） 2015
- 『死んだら飛べる』 (スティーヴン・キング,ベヴ・ヴィンセント編、中村融共訳、竹書房文庫) 2019
- 『ビリー・サマーズ』上・下（文藝春秋） 2024

### ディーン・R・クーンツ作品
- 『邪教集団トワイライトの追撃』（ディーン・R・クーンツ、扶桑社ミステリー） 1989
- 『戦慄のシャドウファイア』上・下（ディーン・R・クーンツ、扶桑社ミステリー） 1989
- 『心の昏き川』（ディーン・R・クーンツ、文春文庫）　1997
- 『ドラゴン・ティアーズ』（ディーン・R・クーンツ、新潮文庫） 1998
- 『奇妙な道』（ディーン・R・クーンツ、扶桑社ミステリー、ストレンジ・ハイウェイズ1） 1999
- 『闇へ降りゆく』（ディーン・R・クーンツ、大久保寛、内田昌之、安田均共訳、扶桑社ミステリー、ストレンジ・ハイウェイズ2）  2000
- 『嵐の夜』（ディーン・R・クーンツ、大久保寛、 内田昌之、飛田野裕子共訳、扶桑社ミステリー、ストレンジ・ハイウェイズ3）  2001

### ジョン・グリシャム作品
- 『法律事務所』（ジョン・グリシャム、新潮社） 1992、のち新潮文庫、のち小学館文庫
- 『評決のとき』上・下（ジョン・グリシャム、新潮文庫）1993
- 『依頼人』（ジョン・グリシャム、新潮社） 1993、のち新潮文庫（上・下）、のち小学館文庫
- 『ペリカン文書』（ジョン・グリシャム、新潮社） 1993、のち新潮文庫（上・下）、のち小学館文庫
- 『処刑室』（ジョン・グリシャム、新潮社） 1995、のち新潮文庫（上・下）
- 『原告側弁護人』（ジョン・グリシャム、新潮社） 1996、のち新潮文庫（上・下）
- 『陪審評決』（ジョン・グリシャム、新潮社） 1997、のち新潮文庫（上・下）
- 『パートナー』（ジョン・グリシャム、新潮社） 1998、のち新潮文庫（上・下）
- 『路上の弁護士』（ジョン・グリシャム、新潮社） 1999、のち新潮文庫（上・下）
- 『テスタメント』（ジョン・グリシャム、新潮社） 2001、のち新潮文庫（上・下）
- 『スキッピング・クリスマス』（ジョン・グリシャム、小学館） 2002、のち小学館文庫
- 『ペインテッド・ハウス』（ジョン・グリシャム、小学館） 2003、のち小学館文庫
- 『大統領特赦』（ジョン・グリシャム、新潮文庫）2007
- 『最後の陪審員』上・下（ジョン・グリシャム、新潮文庫）2008
- 『無実』上・下（ジョン・グリシャム、監訳、ゴマブックス、ゴマ文庫） 2008
- 『奇跡のタッチダウン 報酬はピッツァとワインで』上・下（ジョン・グリシャム、ゴマブックス） 2008、のちゴマ文庫
- 『謀略法廷』上・下 （ジョン・グリシャム、新潮文庫） 2009
- 『アソシエイト』上・下（ジョン・グリシャム、新潮文庫） 2010
- 『自白』上・下（ジョン・グリシャム、新潮文庫） 2012
- 『巨大訴訟』上・下（ジョン・グリシャム、新潮文庫） 2014
- 『司法取引』（ジョン・グリシャム、新潮文庫） 2015

### ネルソン・デミル作品
- 『王者のゲーム』上・下（ネルソン・デミル、講談社文庫） 2001
- 『アップ・カントリー 兵士の帰還』上・下（ネルソン・デミル、講談社文庫） 2003
- 『ニューヨーク大聖堂』上・下（ネルソン・デミル、講談社文庫） 2005
- 『ナイトフォール』上・下（ネルソン・デミル、講談社文庫） 2006
- 『ワイルドファイア』上・下（ネルソン・デミル 、講談社文庫） 2008
- 『ゲートハウス』上・下（ネルソン・デミル、講談社文庫） 2011
- 『獅子の血戦』上・下（ネルソン・デミル、講談社文庫） 2012

### 「デクスター」ノベライズ
- 『デクスター 幼き者への挽歌』（ジェフ・リンジー、ヴィレッジブックス） 2007
- 『デクスター 闇に笑う月』（ジェフ・リンジー、ヴィレッジブックス） 2010
- 『デクスター 夜の観察者』（ジェフ・リンジー、ヴィレッジブックス） 2010